# 후키역
후키역(일본어: 富貴駅)은 일본 아이치현 지타군 다케토요정에 위치한 나고야 철도의 철도역이다. 메이테쓰 고와선의 소속역이며, 이 역을 기·종점으로 하는 메이테쓰 지타 신선 등 2개 노선이 운행 중이다. 역 번호는 KC 17이며, 단선 · 섬식의 형태를 합친 2면 3선 구조의 복합 승강장을 갖춘 지상역이다.

## 타는 곳
| 1 | ■ 고와 선   | 하행 | 고와 방면                     | 고와 선 오타가와 방면으로부터 |
| 1 | ■ 지타 신선 | -    | 우쓰미 방면                   | 고와 선 오타가와 방면으로부터 |
| 2 | ■ 고와 선   | 상행 | 나고야 · 기후 · 이누야마 방면 | 고와 선 고와 방면으로부터     |
| 2 | ■ 고와 선   | 하행 | 고와 방면                     | 당 역 환승                    |
| 3 | ■ 고와 선   | 상행 | 나고야 · 기후 · 이누야마 방면 | 지타 신선 우쓰미 방면으로부터 |
| 3 | ■ 지타 신선 | -    | 우쓰미 방면                   | 당 역 환승                    |

## 이용 현황
- 2013년 기준 : 2,113명

## 역 주변
- 다케토요 정청 후키 지소
- 주부 전력 다케토요 화력 발전소

## 인접 역
| 나고야 철도 고와선               | 나고야 철도 고와선 | 나고야 철도 고와선         |
| -------------------------------- | ------------------ | -------------------------- |
| KC 16 지타타케토요 오타가와 방면 | ■ 고와선           | 고와구치 KC 18 고와 방면   |
| 나고야 철도 지타 신선            |                    |                            |
| 시·종착역                        | ■ 지타 신선        | 가미노마 KC 20 우쓰미 방면 |